# 김경태 (골프 선수)
김경태(1986년 9월 2일~)는 대한민국의 골프 선수이다. 신한금융그룹 소속으로 활동하고 있다.